# Cattedrale di San Giorgio (Città del Capo)
La cattedrale di San Giorgio di Città del Capo è la chiesa madre della diocesi anglicana di Città del Capo in Sudafrica.

## Storia

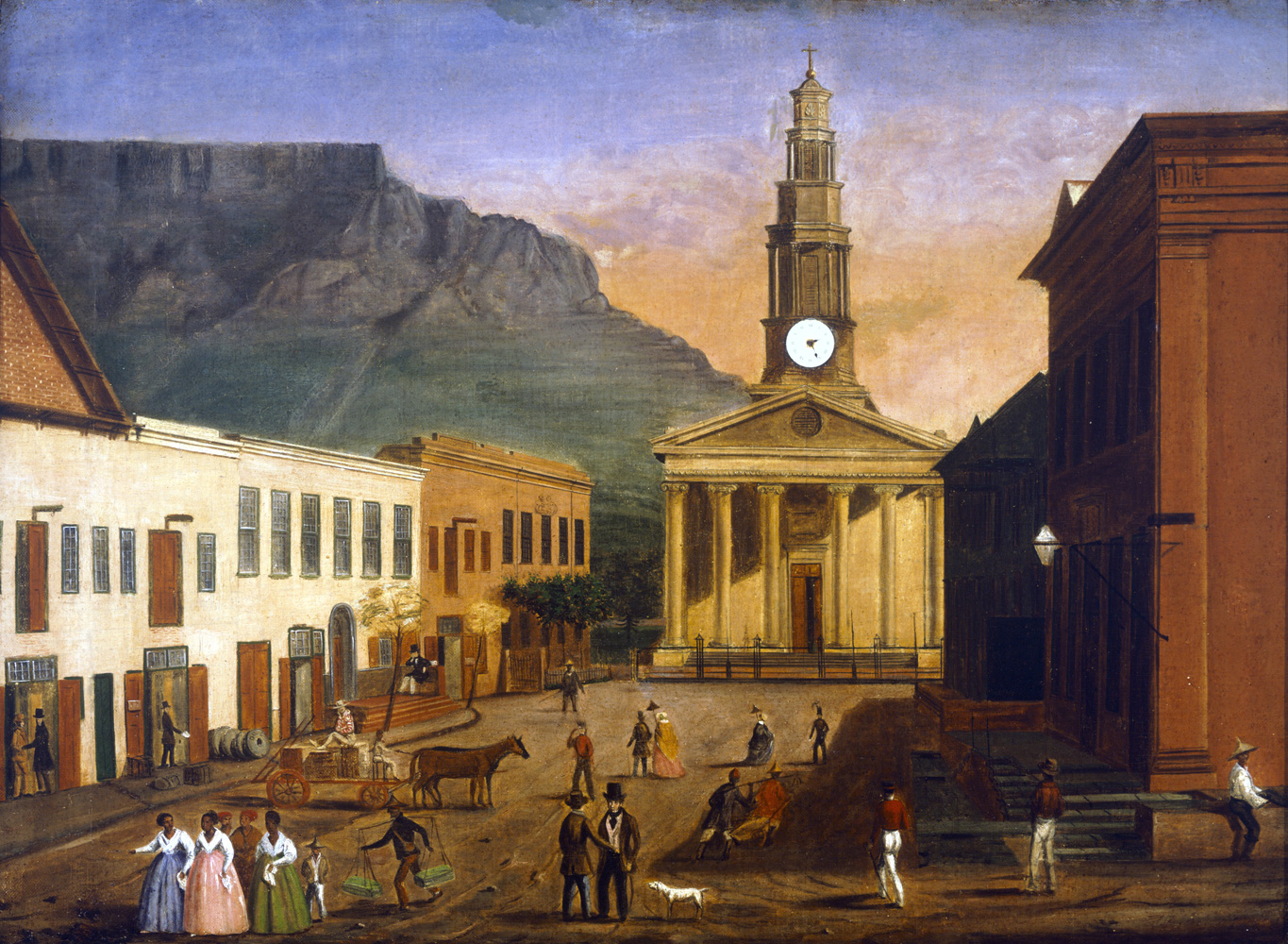
Vista della chiesa originaria in un dipinto di Wilhelm Langschmidt del 1845

All'inizio del XIX secolo, mentre sempre più britannici decidevano di emigrare e stabilirsi nella Colonia del Capo, questa non era ancora dotata di alcun luogo di culto anglicano. Nell'attesa della creazione di una parrocchia che fosse loro propria, le funzioni religiose vennero celebrate nella Groote kerk ("chiesa grande" in afrikaans) principalmente dedicata al culto della chiesa riformata olandese.

La costruzione della prima chiesa di culto espressamente anglicano di Città del Capo venne avviata nel mese d'ottobre del 1827 in seguito a una cerimonia presieduta del vescovo di Calcutta. Dopo sette anni di lavori, la chiesa, dedicata a San Giorgio, venne consacrata e aperta al culto il 21 dicembre 1834.

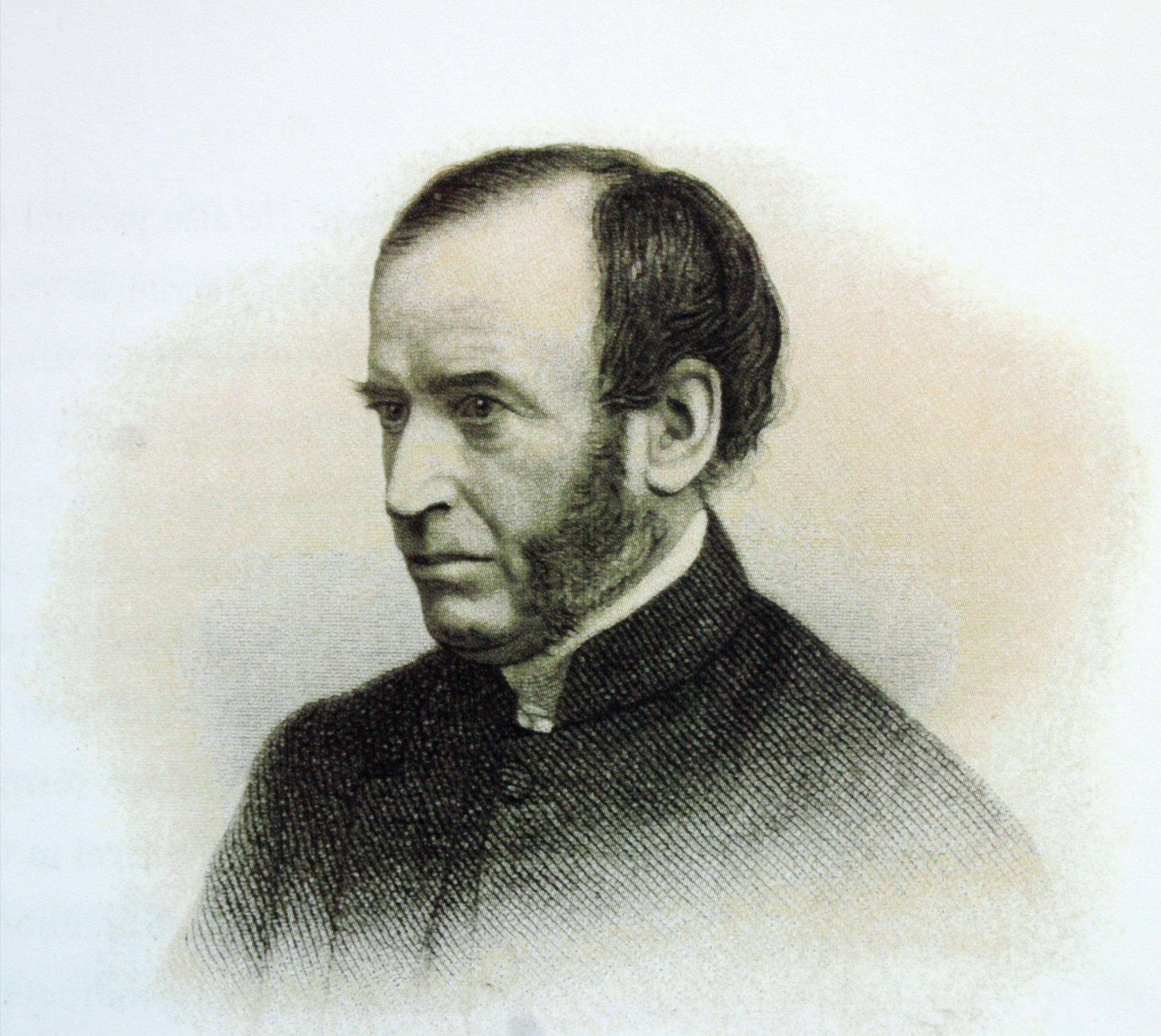
Robert Gray, il primo vescovo della diocesi anglicana di Città del Capo

Il 25 giugno 1847 venne istituita la diocesi anglicana di Città del Capo; la chiesa di San Giorgio si vide quindi accordare naturalmente il titolo di cattedrale della stessa. Qualche mese dopo la designazione, il vescovo Robert Gray giunse nella Colonia del Capo per prendere possesso della sua diocesi. Gli ci volle ben poco tempo per rendersi conto della modestia del santuario e prendere quindi in considerazione l'idea di erigere una cattedrale più grande e più adatta ad accogliere un numero crescente di fedeli. Frenato da considerazioni di carattere finanziario, tuttavia, non ebbe il tempo di realizzare questo progetto, spegnendosi il 1 settembre 1872.
Il suo successore, il vescovo William West Jones, fece a suo volta propria la volontà di costruire una nuova cattedrale. Nel 1887 il sinodo diocesano avviò una raccolta fondi tra i fedeli in vista dell'edificazione del nuovo santuario. Ciononostante, l'inizio dei lavori venne considerevolmente posticipato dalle tensioni politiche tra britannici e boeri, culminanti nella prima guerra boera del 1880-1881 e nella seconda guerra boera del 1899-1902. Nel 1899 la diocesi di Città del Capo venne innalzata ad arcidiocesi.
Finalmente, si affidò il compito di sviluppare il progetto della nuova cattedrale all'architetto Herbert Baker, posto a capo di un comitato per la costruzione della nuova cattedrale. Il Baker optò per un edificio di stile neogotico del quale si posò simbolicamente la prima pietra, portante l'iscrizione AMDG (Ad Majoram Dei Gloriam), il 22 agosto 1901 in presenza del duca di Cornovaglia e di York, il futuro re Giorgio V del Regno Unito.
A causa delle ostilità, ancora in corso, il cantiere venne nuovamente arrestato sino al 1904. Due anni più tardi si completò la cripta, la prima parte della cattedrale a essere ultimata. Nel marzo el 1908 l'arcivescovo William West Jones, malato, lasciò il Sudafrica per l'Inghilterra, dove morì due mesi più tardi, non potendo così vedere la nuova cattedrale completarsi. I lavori, d'altro canto, preseguirono a singhiozzo, venendo interrotti dallo scoppio della prima guerra mondiale e riprendendo solamente nel 1930. Nel 1936, con in completamento del transetto, il progetto del Baker poteva dirsi sostanzialmente realizzato nelle sue componenti essenziali. I lavori finirono però ufficialmente solamente nel 1978, anno in cui venne eretto il campanile.
La cattedrale è stata dichiarata sito patrimoniale provinciale il 23 settembre 2014.

## Descrizione
La cattedrale progettata da Herbert Baker è un edificio di concezione essenzialmente neogotica.
Il coro, una delle parti più antiche della chiesa, si compone di quattro travate dritte e da un'abside senza deambulatorio.